# 9000 (število)
9000 (devét tisoč) je naravno število, za katero velja 9000 = 8999 + 1 = 9001 - 1.